# Percy Spencer
Percy LeBaron Spencer (Howland, 9 luglio 1894 – Newton, 8 settembre 1970) è stato un ingegnere e inventore statunitense, diventato famoso per essere stato l'inventore del forno a microonde.
Morì di tumore

## Biografia
Spencer nacque nel 1894 ad Howland, una cittadina situata nella Contea di Penobscot, nello stato del Maine. Rimase orfano in tenera età, in quanto il padre morì nel 1897 e la madre poco dopo, quindi fu costretto a passare l'infanzia affidato alle cure degli zii. Non fu mai molto portato per la grammatica e cominciò a lavorare come apprendista a soli 12 anni, dopodiché entrò nella United States Navy, la marina militare statunitense, interessato alla comprensione delle trasmissioni via radio. Nel 1920 entrò nella Raytheon Company.
Nel 1941 la Raytheon produceva ogni giorno 17 esemplari di magnetron, i componenti che generano le microonde per il funzionamento dei radar. Spencer sviluppò un nuovo modo di produrre i magnetron, saldando insieme le parti senza usare parti meccaniche; questo portò la produzione dei magnetron a 600 pezzi al giorno.
Per il suo lavoro ricevette il Riconoscimento per il lavoro pubblico dalla marina statunitense.
Nel 1945 Spencer, mentre stava lavorando in prossimità di un magnetron attivato, si accorse casualmente che una barretta di cioccolata che teneva in tasca si era sciolta; in tale modo intuì la possibilità di riscaldare e cucinare il cibo sfruttando le onde radio. Provò quindi a fare lo stesso con dei pop corn, aumentando la potenza del magnetron, ed essi saltarono velocemente in tutta la stanza, e con un uovo, che esplose. Lo sviluppo di quello che sarebbe diventato il moderno forno a microonde continuò e nel 1947 la Raytheon commercializzò i primi macchinari di questo tipo. Nel 1955 venne costruito il primo forno per uso casalingo.
Spencer, che fu sposato ed ebbe tre figli, diventò vicepresidente anziano e membro anziano del Consiglio di amministrazione della Raytheon e ricevette 300 riconoscimenti durante la sua carriera. Oggi è ricordato da un palazzo a lui intitolato.